# Леслі Вормалд
Леслі Вормалд (англ. Leslie Wormald, 19 серпня 1890 — 10 липня 1965) — британський академічний веслувальник.
Олімпійський чемпіон 1912 року в складі вісімки.